# Wayne Township (Clinton County, Ohio)
Wayne Township ist eines von 13 Townships des Clinton Countys im US-Bundesstaat Ohio. Nach der Volkszählung im Jahr 2000 waren hier 737 Einwohner registriert.

## Geografie
Wayne Township liegt im äußersten Osten des Clinton Countys im mittleren Südwesten von Ohio und grenzt im Uhrzeigersinn an die Townships: Richland Township, Concord Township im Fayette County, Green Township (Fayette County), Fairfield Township im Highland County, Green Township und Union Township.

## Geschichte
Das Township wurde 1837 gebildet. Benannt wurde es nach Anthony Wayne, einem US-amerikanischen General, der sowohl am Unabhängigkeitskrieg der Vereinigten Staaten gegen die britische Krone als auch an den Indianerkriegen teilgenommen hatte.

## Verwaltung
Das Township wird durch ein Board of Trustees, bestehend aus drei gewählten Mitgliedern, verwaltet. Zwei Personen werden jeweils im Jahr nach der Präsidentschaftswahl gewählt und eine jeweils im Jahr davor. Die Amtszeit dauert in der Regel vier Jahre und beginnt jeweils am 1. Januar. Daneben gibt es noch einen Township Clerk (zuständig für Finanzen und Budget), der ebenfalls im Jahr vor der Präsidentschaftswahl auf eine vierjährige Amtszeit gewählt wird. Dessen Amtszeit beginnt jeweils am 1. April.